# Still Fantasy
Still Fantasy (Tiếng Trung: 依然范特西; bính âm: Yī Rán Fàn Tè Xī) là album phòng thu thứ 7 của ca sĩ người Đài Loan Châu Kiệt Luân. Album được phát hành ngày 5 tháng 9 năm 2006 bởi Alfa Music và phân phối bởi Sony Music Đài Loan.
Trước khi phát hành chính thức, album được lên kế hoạch ra mắt vào ngày 8 tháng 9. Tuy nhiên, Alfa Music đã quyết định đẩy lịch phát hành sớm 3 ngày do bản ghi âm album đã bị phát tán tại Đại lục bởi nhân viên công ty sản xuất, dẫn tới tình trạng tải nhạc và bán các album sao chép vi phạm bản quyền.
Album bao gồm ca khúc song ca "千里之外" (Faraway) với ca - nhạc sĩ nổi tiếng Đài Loan Phí Ngọc Thanh. 2 video ca nhạc "夜的第七章" (Twilight's Chapter Seven) và "心雨" (Heart's Rain) được thực hiện tại London, Anh.

## Phản hồi
Ngay sau khi xuất hiện, album đã nhanh chóng leo lên vị trí đầu tiên trong bảng xếp hạng hàng tuần G-Music Top 20 album tiếng phổ thông của Đài Loan và bảng xếp hạng Combo Charts tuần thứ 35 (1-7 tháng 9 năm 2006) với số lượng album tiêu thụ chiếm lần lượt tới 45,98% và 25,93 %. Still Fantasy bám trụ trên 2 bảng xếp hạng này 24 và 18 tuần, đồng thời trở thành album bán chạy nhất Đài Loan năm 2006 với 181000 bản được tiêu thụ.
Ca khúc "夜的第七章" (Twilight's Chapter Seven) được đề cử Top 10 Giai điệu vàng của kênh truyền hình Hồng Kông TVB8 năm 2006, trong khi 2 ca khúc khác là "本草綱目" (Herbalist's Manual) và "聽媽媽的話" (Listen to Mother's Words) được đề cử cho giải thưởng này năm 2007. Ca khúc "菊花台" (Chrysanthemum Terrace), nhạc phim Hoàng Kim Giáp đã thắng giải thưởng Ca khúc nhạc phim xuất sắc nhất tại Liên hoan phim Hồng Kông lần thứ 26 tổ chức năm 2007.
Still Fantasy còn trở thành album tiếng phổ thông bán chạy nhất tại Hồng Kông năm 2006 được trao bởi IFPI Hồng Kông, đoạt giải Ghi âm của năm tại Giải thưởng Sina-Aokang tại Bắc Kinh, Giải thưởng lớn tại Lễ trao giải âm nhạc phổ thông Metro Radio năm 2007.
Ngoài ra tại giải thưởng Giai điệu vàng 2007, ca khúc "千里之外" (Faraway) được đề cử cho hạng mục Ca khúc xuất sắc nhất, và "紅模仿" (Red Imitation) được đề cử cho Đạo diễn video ca nhạc xuất sắc nhất.

## Danh sách ca khúc
Tất cả nhạc phẩm được soạn bởi Jay Chou.
| STT | Nhan đề                                                                              | Phổ lời                 | Thời lượng |
| --- | ------------------------------------------------------------------------------------ | ----------------------- | ---------- |
| 1.  | "夜的第七章" (Yè Dè Dì Qī Zhāng Twilight's Chapter Seven)                            | Jun-Lang Huang (黃俊郎) | 3:48       |
| 2.  | "聽媽媽的話" (Tīng Mā Mā Dè Huà Listen to Mother's Words)                            | Jay Chou                | 4:25       |
| 3.  | "千里之外" (Qiān Lǐ Zhī Wài Faraway, feat Fei Yu-Ching)                              | Vincent Fang            | 4:16       |
| 4.  | "本草綱目" (Běn Cǎo Gāng Mù Herbalist's Manual)                                      | Vincent Fang            | 3:29       |
| 5.  | "退後" (Tuì Hòu Retreat)                                                             | Devon Song              | 4:21       |
| 6.  | "紅模仿" (Hóng Mó Fǎng Popular Imitation)                                            | Jay Chou                | 3:05       |
| 7.  | "心雨" (Xīn Yǔ Heart's Rain)                                                         | Vincent Fang            | 4:29       |
| 8.  | "白色風車" (Bái Sè Fēng Chē White Windmill)                                          | Jay Chou                | 4:32       |
| 9.  | "迷迭香" (Mí Dié Xiāng Rosemary)                                                     | Vincent Fang            | 4:11       |
| 10. | "菊花台" (Jú Huā Tái Chrysanthemum Terrace, Curse of the Golden Flower ending theme) | Vincent Fang            | 4:53       |

## Ca khúc
1. "Twilight's Chapter Seven" 夜的第七章 (Yè De Dì Qī Zhāng)
Được biết đến ở Việt Nam với tên gọi: Chương Thứ 7 Của Đêm 
Âm nhạc của ca khúc đầu tiên dựa trên dòng nhạc cổ điển đầu thế kỷ 20, kết hơn với R&B. Nhạc cụ được sử dụng bao gồm xylophones và cello, cũng như một số nhạc cụ dây khác. Một số hiệu ứng âm thanh đặc biệt được chèn vào như tiếng chạy của đồng hồ cơ học. Lời bài hát là một cuộc điều tra tại một địa danh Tây phương (Baker Street) và tháng 12 năm 1983 "December 1983". Về phần hòa âm, ca khúc chủ yếu là rap kết hợp với giọng nữ cao đoạn điệp khúc. Video của ca khúc này là video dài nhất của Châu Kiệt Luân, mô phỏng lại lời bài hát. Jay Chou cho biết nhân vật Sherlock Holmes của Conan Doyle chính là nguồn truyền cảm hứng để anh sáng tác ca khúc này. Đoạn điệp khúc trong Chương thứ 7 của đêm đã từng xuất hiện trong Two Lonely "两个寂寞" do nữ ca sĩ Đào Tinh Oánh thể hiện năm 2002, Jay cũng góp giọng trong ca khúc này với vai trò là một rapper.
2. "Listen to Mother's Words" 聽媽媽的話 (Tīng MāMā De Huà)
Được biết đến ở Việt Nam với tên gọi: Nghe Lời Mẹ
Ca khúc bắt đầu với một đoạn ngắn piano nhẹ nhàng, sau đó âm nhạc mạnh và dồn dập hơn khi giọng hát được cất lên. Tương tự ca khúc đầu tiên, Nghe lời mẹ chủ yếu là rap kết hợp với hát. Lời bài hát là cuộc nói chuyện giữa một thanh niên và một cậu bé về việc cậu nên lắng nghe lời mẹ ra sao.
3. "Faraway" 千里之外 (Qiān Lǐ Zhī Wài)
Được biết đến ở Việt Nam với tên gọi: Thiên Lý Chi Ngoại 
Ca khúc song ca thứ 2 trong album là sự kết hợp cùng nam ca sĩ gạo cội Phí Ngọc Thanh. Jay Chou mở đầu bài hát theo phong cách thường thấy của mình, tiếp theo Phí Ngọc Thanh hát đoạn điệp khúc với giọng nam cao và theo phong cách thính phòng. Đây tiếp tục là một ca khúc "Trung Quốc phong" với sự kết hợp giữa nhạc R&B và nhạc cụ truyền thống của Trung Quốc là Ehru (phiên âm tiếng Hán là nhị hồ, nhạc cụ dây gần giống đàn nhị tại Việt Nam). Lời bài hát là một câu chuyện tình lãng mạn về chàng trai buộc phải rời xa người mình yêu, mang đậm hơi hướng thơ cổ Trung Quốc. Video ca khúc có sự tham gia của Phí Ngọc Thanh cùng Hạ Như Chi, diễn viên quen thuộc trong các clip của Jay Chou, bối cảnh là tại một rạp hát đầu thế kỷ thứ 20. Jay Chou đã thay tới 4 bộ trang phục chỉ để diễn xuất trong hơn 3 phút clip này. Phí Ngọc Thanh xuất hiện với vai trò ca sĩ hát trên sân khấu, không tham gia trực tiếp vào cốt truyện nội dung video.
4. "Herbalist's Manual" 本草綱目 (Běncǎo Gāngmù)
Tên ca khúc này là "Bản thảo cương mục", đề cập tới tác phẩm y khoa nổi tiếng của Trung Quốc do danh y Lý Thời Trân viết. Âm nhạc của ca khúc là sự hòa trộn giữa âm nhạc tổng hợp (synthesizer) của âm giai ngũ cung trên nền nhạc cụ truyền thống, thổi vào ca khúc một cảm xúc hiện đại hơn. Lời của "Bản thảo cương mục" thể hiện niềm kiêu hanh của người Trung Quốc, đồng thời có đề cập đến nhiều loại y dược cổ điển.
5. "Retreat" 退後 (Tuì Hòu)
Được biết đến ở Việt Nam với tên gọi: Thoái Hậu
Ca khúc có nhịp điệu chậm rãi cùng tiếng piano và guitar acoustic để bày tỏ cảm xúc. Lời của ca khúc là sự hối hận của một chàng trai không thể đưa mối quan hệ quay trở lại như ban đầu sau một số biến cố: "我知道我们都没有错 只是放手会比较好过 最美的爱情回忆里待續", tạm dịch:  Anh biết lỗi lầm không thuộc về đôi ta, chỉ là chia tay sẽ tốt hơn cho cả hai. Tình yêu đẹp nhất là khi được lưu giữ trong hồi ức. Video của ca khúc được đạo diễn bởi Jay và có sự tham gia của Điền Phức Chân, cô ca sĩ xinh đẹp tài năng của nhóm nhạc nữ Đài Loan S.H.E
6. "Red Imitation" 紅模仿 (Hóng Mó Fǎng)
Là ca khúc duy nhất tính đến thời điểm phát hành của Jay có âm thanh từ tiếng guitar Tây Ban Nha. Lời bài hát nói lên tầm quan trọng của chủ nghĩa cá nhân. Trong Hồng Mô Phỏng, Jay cũng nhắc đến một số ca khúc trước đây của mình: "从娘子唱到双截棍东风破到发如雪" tạm dịch: Từ Nương Tử tới Song Kiệt Côn, từ Gió Đông Tan tới Tóc Như Tuyết.
7. "Heart's Rain" 心雨 (Xīn Yǔ)
Một ca khúc nhẹ nhàng, trầm lắng của album. Violin, cello và piano được sử dụng trong ca khúc cùng giọng hát thổn thức. Lời bài hát bày tỏ nỗi niềm của chàng trai bị cô gái bỏ rơi, hình ảnh cơn mưa ẩn dụ cho tình cảm của anh.
8. "White Windmill" 白色風車 (Bái Sè Fēng Chē)
Ca khúc R&B, với giai điệu từ tiếng đàn violin.
9. "Rosemary" 迷迭香 (Mídiéxiāng)
Ca khúc mang phong cách âm nhạc của Trung Quốc những năm 30, đồng thời giới thiệu Bossa Nova từ phương Tây với violin, cello và guitar tạo không khí cổ điển. Lời ca khúc mô tả sự hấp dẫn đến từ người phụ nữ thông qua những ấn tượng bề ngoài như sự mềm mại của hông, hình dáng đôi môi...Video ca khúc có sự tham gia của bà nội Jay.
10. "Chrysanthemum Terrace" 菊花台 (Júhuā Tái)
Được biết đến ở Việt Nam với tên gọi: Cúc Hoa Đài
Là ca khúc nhạc phim Hoàng Kim Giáp của đạo diễn Trương Nghệ Mưu, Cúc Hoa Đài mang phong cách âm nhạc truyền thống, với sự góp mặt của guzheng (cổ tranh - đàn tranh) kết hợp với tiếng violin và cello. Trong ca khúc này, Jay nhả chữ rõ ràng và không nuốt lời như các bài khác. Lời bài hát đậm tính thơ, sử dụng hình ảnh bông hoa cúc như một ẩn dụ của tình yêu "菊花殘 滿地傷 你的笑容已泛黃" (tạm dịch: Đóa cúc tàn, mong manh rơi xuống, nụ cười em nay cũng đã phai).

## Xếp hạng
| Week# / Week Dates of Peak Position | Chart                                  | Peak Position | Chart Run |
| ----------------------------------- | -------------------------------------- | ------------- | --------- |
| week 35 (1–ngày 7 tháng 9 năm 2006) | G-music Weekly Combo Chart (Taiwan)    | #1            | 18 weeks  |
| week 35 (1–ngày 7 tháng 9 năm 2006) | G-music Weekly Mandarin Chart (Taiwan) | #1            | 24 weeks  |

| Track name                              | Position |
| --------------------------------------- | -------- |
| "千里之外" (Faraway)                    | #2       |
| "聽媽媽的話" (Listen to Mother's Words) | #8       |
| "白色風車" (White Windmill)             | #53      |